# Monimia amplexicaulis
Monimia amplexicaulis är en tvåhjärtbladig växtart som beskrevs av D.H. Lorence. Monimia amplexicaulis ingår i släktet Monimia och familjen Monimiaceae. Inga underarter finns listade i Catalogue of Life.